# Лахорские волнения
Лахорские волнения 1953 года — насилие против движения Ахмадие в городе Лахор, которые были подавлены армией Пакистана. Демонстрация началась около февраля, и вскоре переросла в общегородские случаи убийств, грабежей и поджогов, направленных против Ахмадие. Атаки были спровоцированы политической партией Джамаат-э-Ислами во главе с Абуль-Алой Маудуди, суннитским богословом и критиком движения. Не желая большего распространения гражданских беспорядков, генерал-губернатор Гулам Мухаммад передал администрацию в городе генерал-лейтенанту Азам-хану и ввел военное положение 6 марта.
Возвращение к нормальной жизни в Лахоре генерал-губернатор видел при когерентном руководстве Азам-хана. Предполагаемый агитатор беспорядков Маудуди и тогдашний генсек Мусульманской Лиги Авами, Маулана Абдул Саттар Хан Ниязи, были арестованы и приговорены к смертной казни, но их приговоры были впоследствии смягчены. Беспорядки также принесли огромные политические последствия; Гулам Мухаммад первым уволил Миана Мумтаза Даултана с поста главного министра Пенджаба в марте, до увольнения всего кабинета первого премьер-министра страны, Хаваджа Назимуддин, 17 апреля и назначения вместо него Мухаммада Али Богра.

## Хронология
- Январь — после съезда все-Пакистанской мусульманской лиги в Дакке, анти-ахмадийские элементы пригрозили принять прямое действие после 22 февраля 1953, если их требования (объявить Ахмадие немусульманским движением) не будут выполнены.
- 1 февраля — погребению ахмадийца противостояли анти-ахмадийские элементы в Саргодхе
- 23 февраля — анти-ахмадийские беспорядки вспыхивают в Западном Пакистане, особенно в провинции Пенджаб.
- 27 февраля — публикация ежедневной газеты Альфазаль запрещена правительством сроком на один год.
- 5 марта — Мансур Ахмед, учитель был убит в районе Багханпура города Лахор.
- 6 марта — ахмадийская мечеть Нур в Равалпинди подверглась нападению и был подожжена.
… Пресса, принадлежащая Ахмадие был сожжена.
… Многие магазины и дома, принадлежащие Ахмадие и президенту Джамаата Ахмадие в Равалпинди были разграблены.
- 6 марта — по всей стране начались массовые беспорядки, включая пытки, покушения и поджоги против мусульманского сообщества Ахмадие, особенно в Лахоре.
- 8 марта — ахмадийцы Абдул Гафур и неизвестный парфюмер были убиты в Лахоре.
- 12 марта — магистрат Джанг запрещает Верховному Главе мусульманской общины Ахмадие комментировать анти-ахмадийские беспорядки и анти-ахмадийские движения.
- 24 марта — главный министр Пенджаба Даултана ушел со своего поста по требованию премьера Назимуддина и Гулама Мухаммада. Он подозревался в покровительстве анти-ахмадийским движением для достижения его собственных политических целей.
- 1 апреля — Хазрат Мирза Шариф Сахибзада Ахмад и Хазрат Мирза Сахибзада Насир Ахмад были арестованы в Лахоре во время беспорядков. Они были освобождены 28 мая.
… Начальник полиции Джанг нашли центральные офисы Садар Анджуман Ахмадия в Рабахе.
… Хазрат Саид Зайнула Абидин Вали ул Аллах Шах, Назир Таблик был арестован.
- 17 апреля — используя свои особые полномочия в Индии Закон 1935 года, генерал-губернатора Гулам Мухаммад уволил премьер Хаваджу Назимуддина. «Я призываю народ Пакистана твердо стоять и быть едиными», Гулам Мохаммад заявляет в своем обращении к народу «в своей решимости, чтобы увидеть, что их потребности адекватно обслуживаются через правительство, которое полностью пользуется доверием страны».
- 7 мая, Лахор — правоохранительные органы назначили смертный приговор Абдула Саттар-хана Ниази.
- 11 мая, Лахор — правоохранительные органы назначили смертный приговор еще одному организатору беспорядков, Аббулу Ала Маулади.
- 13 мая, Лахор — смертные приговоры Маудуди и Ниязи изменены до пожизненных тюремных заключений.
- 14 мая — беспорядки прекращены.